# The Lovin’ Spoonful
The Lovin’ Spoonful – amerykański zespół rockowy grający muzykę folk rock, założony w 1965 roku.
Nazwa zespołu wywodzi się od piosenki „Coffee Blues” Mississippi Johna Hurta reklamującej kawę Maxwell House. Grupa była jedną z niewielu grup amerykańskich, które skutecznie stawiły czoło brytyjskiej inwazji. Zaadaptowała podstawowe cechy brytyjskiego rocka, lecz podobnie jak The Byrds, zachowując swe folkowe korzenie. W dorobku Lovin’ Spoonful można znaleźć utwory zahaczające o inne gatunki, jak hard rock, muzyka country i muzyka pop. Grupa rozpadła się w 1968 roku wskutek prawnych problemów jej dwóch członków, aresztowanych za posiadanie narkotyków. W późniejszych latach grupa kilkakrotnie spotykała się w celu dania koncertów. Do największych przebojów grupy należały „Do You Believe in Magic”, „Good Time Music”, „Daydream”, „Nashville Cats”, „Summer in the City”, „She Is Still a Mystery”, „You Didn’t Have to Be So Nice”, „Rain on the Roof”, „Six O’Clock”. Kształt artystyczny zespołowi nadawał głównie John Sebastian, on był też autorem jego repertuaru.
W 2000 roku grupa Lovin’ Spoonful została wprowadzona do Rock and Roll Hall of Fame.

## Skład
- John Sebastian – gitara, harmonijka, śpiew
- Steve Boone – gitara basowa
- Zal Yanovsky – gitara, śpiew
- Jerry Yester – gitara
- Joe Butler – perkusja

## Dyskografia
- 1965: Do You Believe in Magic
- 1966: Hums of the Lovin’ Spoonful
- 1967: You’re a Big Boy Now
- 1967: Run with You
- 1968: Revelation Revolution ’69
- 1968: Everything Playing
- 1999: Live at the Hotel Seville